# 刘占琪
刘占琪（1956年12月—），河北定州人，中国人民解放军少将。

## 生平
1973年12月入伍，历任新疆塔城军分区班长、排长。1980年3月，任武警新疆总队后勤部军需处助理员。1983年1月，起任武警新疆总队后勤部军需处助理员、副处长、处长；1992年12月武警新疆总队后勤部副部长。1999年3月任武警新疆总队后勤部部长。2005年4月任武警总部审计局局长。2008年11月任武警部队后勤部副部长。2010年7月，晋升武警少将警衔。2014年11月经军委纪委批准，武警部队纪委对其立案调查；2015年5月移送军事检察机关依法处理。